# Cdk3
La quinasa dependiente de ciclina 3, también conocida como Cdk3, es una enzima que en los humanos es codificada por el gen CDK3. Esta quinasa presenta un alto grado de homología con Cdk1 y Cdk2.

## Interacciones
Durante la transición de las fases G1/G0, la ciclina C estimula la inactivación por fosforilación de la proteína del retinoblastoma (pRB) por medio de Cdk3, lo que causa que la célula salga del estadio de reposo. Por otro lado, la Cdk3 es inhibida por la proteína p21, el inhibidor Cdk universal, desactivando la transición de las fases G1/S.

## Función
En experimentos con la especie de levadura Saccharomyces cerevisiae en las que se ha eliminado la función de la proteína Cdc28, la Cdk3 complementa al organismo en las funciones perdidas, sugiriendo que puede estar implicado en el control del ciclo celular. Por otro lado, La Cdk3 es capaz de fosforliar la histona H1, una de las principales proteínas que promueve la compactación de la cromatina nuclear. Se ha demostrado ser capaz de interaccionar con la ciclina E2, una ciclina que también actúa en la fase G1 del ciclo celular. Se sabe también que interacciona con un tipo desconocido de ciclina con propósitos aún por elucidar. Aun cuando se ha demostrado una asociación con Cdk5, esta unión no activa la función quinasa de la Cdk3. La fluctuación de los niveles intracelulares del Cdk3 puede que este modulada por su cercana asociación a p27.